# Nous irons tous au paradis (roman)
Ne doit pas être confondu avec On ira tous au paradis ou Nous irons tous au paradis.
Nous irons tous au paradis (en français Can't Wait to Get to Heaven) est un roman de publié en 2006 par l'auteure Fannie Flagg. Situé dans la ville fictive d’Elmwood Springs, dans le Missouri, il propose un regard humoristique sur les mœurs du Sud des États-Unis et la mentalité des petites villes dans le contexte de la mort et de l’existence d’une vie après la mort. Elner Shimfissle, la protagoniste octogénaire et personnage principal, tombe d'un arbre en ramassant des figues et est emmenée à l'hôpital inconsciente, où elle est déclarée morte. Le roman fait la satire à la fois de la réaction de ses voisins —  y compris de la nourriture qu'ils envoient pour l'enterrement et de la notice nécrologique écrite pour un journal du Sud — et de la vue d'en haut, où Elner rencontre sa sœur décédée, son héros Thomas Alva Edison, et Dieu en personne qu'elle perçoit comme étant son ancien voisin, Raymond, une modeste divinité qui fume la pipe. 

## Intrigue
Elner Shimfissle, une octogénaire qui ne connaît plus son propre âge depuis que sa sœur Ida a enterré la Bible de famille pour dissimuler le sien, est connue et appréciée par un large cercle d'amis et d'admirateurs. Un matin, elle cueille des figues dans son arbre lorsqu'elle se fait piquer par des guêpes, tombe de l'échelle et perd conscience. Elle est transportée à l'hôpital de Kansas City, où elle est déclarée morte. De retour à la maison, les connaissances d'Elner nettoient sa maison, nourrissent son chat et commencent à se préparer pour ses obsèques. Elner, quant à elle, se réveille dans sa chambre d'hôpital plongée dans le noir complet et demande de l'aide. N'en recevant aucune, elle sort dans le couloir et entre dans un ascenseur, qui l'amène tout droit "en haut". Sa sœur Ida l'accueille aux portes du paradis, puis elle est amenée à l'étage pour rencontrer Dieu et lui poser toutes les questions qu'elle souhaite. En plus d'y croiser des choses fantaisistes telles que des écureuils à pois et des paysages aux couleurs inhabituelles, le Paradis ressemble également à sa ville natale, Elmwood Springs, il y a environ 50 ans. Elner rencontre Dieu - son ancien voisin Raymond, une divinité modeste fumant la pipe - et discutent de la manière dont lui et sa femme Dorothy ont créé l’humanité et l’état actuel du monde. Ensuite, Raymond renvoie Elner à Elmwood Springs, où elle se réveille dans son lit d'hôpital et met en branle un nouveau groupe de voisins choqués, stupéfaits qu'elle soit vraiment en vie. Elner vit encore quelques années plus tard et finit par mourir paisiblement dans son sommeil, comme elle l'avait toujours voulu. Le roman se termine par une série de recettes pour les différents plats que les voisins d’Elner ont fait envoyer à ses funérailles. 

## Cadre
Tout comme le roman de 2002 de Flagg, Standing in the Rainbow, l’histoire est basée dans la ville fictive d’Elmwood Springs, dans le Missouri. Elner est apparue comme un personnage mineur dans d'autres romans de Flagg  y compris le roman de 2016 intitulé The Whole Town's Talking (Toute la Ville en parle en français). 

## L'avis des critiques
Les critiques ont fait l'éloge du livre pour sa description détaillée de la vie et des mœurs d'une petite ville du sud du pays, avec des personnages sentimentaux et francs : « C’est le genre d’endroit où tout le monde veille sur les autres et où personne ne se soucie de ses affaires », écrit The Guardian . Bookreporter ajoute : « Flagg vous transporte sans effort dans un monde d'autrefois - un endroit où votre porche était l'endroit où aller, où les voisins se surveillaient et où un verre de thé glacé guérissait tous les maux du monde ».  